# Raphael Gualazzi

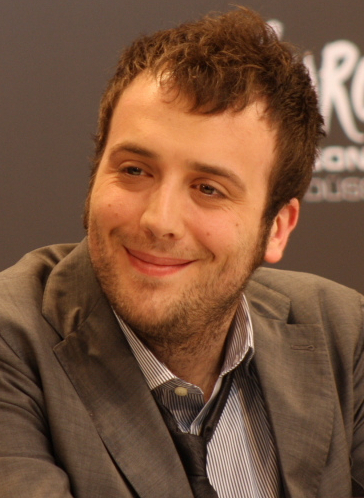
Raphael Gualazzi

Raffaele Gualazzi (Urbino, Itália 11 de novembro de 1981), mais conhecido como Raphael Gualazzi,  é um cantor e pianista italiano.

## Biografia
Gualazzi atua desde 2005. Participou em vários festivais de jazz europeus. Em 2009 ele recebeu um contrato de gravação. Isto resultou em um álbum intitulado Reality and fantasy, em 2011. Ele estudou no Conservatório de Paris.
Em 2011 ele participou do Festival de San Remo. Este ano, a Itália pela primeira vez desde 1997 faz parte do Festival Eurovisão da Canção. Um júri especial decidiu quem deveria representar a Itália. Em última análise, a escolha recaiu sobre Gualazzi com sua canção Follia d'amore. Ele também venceu o concurso de jovens no Festival de San Remo. No Festival Eurovisão da Canção 2011 foi Gualazzi imediatamente participar na final, porque a Itália é um dos cinco principais países que participam do festival. Terminou a competição em segundo lugar com 189 pontos.

## Discografia

### Álbums de estudio
- "Love Outside the Window" (2005)
- "Reality and Fantasy" (2011)
- "Happy Mistake" (2013)

### EPs
- "Raphael Gualazzi" (2010)

### Singles
- "Reality and Fantasy" (2010)
- "Follia d'amore" / "Madness of Love" (2011)
- "A Three Second Breath" (2011)
- "Calda estate (dove sei)" (2011)
- "Love goes down slow" (2011)